# 新潟市体育館
新潟市体育館（にいがたしたいいくかん）は、新潟県新潟市中央区の白山公園内にある体育館。施設は新潟市が所有し、新潟市開発公社・新潟アルビレックスランニングクラブが共同で指定管理者として運営管理を行っている。

## 歴史
1950年代後半、新潟市は1964年開催の国民体育大会に向けて競技施設の拡充を要していた。また加えて、市内にあるホール施設は白山公園内の新潟市公会堂（1938年開館）しかなく、大規模な集会を行うための施設が不足していた。こうしたことから、ホール施設としても兼用できる体育館を整備する方針が決まり、白山公園の南側園地である「白山総合運動場」の新潟市営白山野球場南側敷地で整備事業が進められ、1960年10月に竣工。11月3日に竣工式が執り行われた。
しかし同年、国体終了後に襲った新潟地震で周辺は液状化現象による噴砂などの被害を受けた。
市体育館ではこれまで、各種スポーツ競技が開催されてきた。テニス、プロレスリングの試合会場としても使用された他、当時新潟市内には本格的なアリーナ型施設が無かった事からコンサートに使用されたこともある。
1970年代から1980年代に掛け、白山公園内の施設は老朽化が進んだ。かつて市体育館1階競技場の空調設備は、天井に設置された赤外線ガスヒーターしかなく、冷房の設備はなかった。このため館内の空調は著しく悪く「夏場は蒸し暑く、冬場は寒い」と不評であった。エアコンが設置されたのは1990年代に入ってからの事だった。その後、市内には新潟市鳥屋野総合体育館、新潟市東総合スポーツセンターが新設され、それ以外にも新潟市産業振興センターや朱鷺メッセなど、アリーナ型施設が相次いで整備された事もあり、市体育館は老朽化した上にスタンドが狭隘で収容人員も1,400人と少ないことから、現在市内で行われる大規模なスポーツイベントは前掲の施設で開催される事が多くなっている。しかし現在も、プロレス各団体が中央区内で開催するイベントにおいては主に当体育館を使用しており、またアマチュアにおいても全国高等学校選抜レスリング大会などが継続して開催されている。2012年にはセンダイガールズプロレスリングが興行を打ったが、同団体代表の里村明衣子が新日本プロレスを観戦してプロレス入りのきっかけとなったのは当体育館である。
なおBリーグに所属する新潟アルビレックス（現新潟アルビレックスBB）はチーム設立当初、この市体育館をホームアリーナとして使用していた。
1962年には第3回BCS賞を受賞。2005年にはDOCOMOMO JAPAN選定 日本におけるモダン・ムーブメントの建築に選ばれている。
2012北信越かがやき総体ではボクシング会場となった。

## 施設概要
- 1階競技場
  - 面積：1,320m2（40×35m）
  - 最低天井高：12m
    - バスケットボール、バレーボール、テニス：2面、バドミントン：8面、卓球：24面

  - 収容人数：4,000人（アリーナ部：パイプ椅子2,592人、2階観覧席：木製ベンチ1,408人）
- 北練習場
  - 面積：180m2
  - レスリング等
- 南練習場
  - 面積：180m2
  - 卓球：7面

## 公園内その他の施設
白山公園も合わせて参照。
- 白山神社
- 新潟県政記念館（旧新潟県会議事堂）
- 新潟市音楽文化会館
- 新潟市民芸術文化会館（りゅーとぴあ）
- 新潟県民会館
- 新潟市陸上競技場

## 交通
公共交通
- JR越後線 白山駅より徒歩で約10分。
- BRT萬代橋ライン 「市役所前」停留所から徒歩で約10分。
※ 他にも「市役所前」を経由する一般路線バスがあるが、降車場所は遠くなる[1]。
- 新潟交通 C1 県庁線・S1 市民病院線 「陸上競技場前」バス停から徒歩で約2分。
- 新潟駅万代口よりタクシーで約10分。